# Rudolf Kobert
Rudolf Kobert (Bitterfeld, 1854. január 3. – Rostock, 1854. január 3.) német toxikológus, orvostörténész, egyetemi oktató, gyógyszerész és farmakológus.

## Élete
A porosz születésű Kobert a Hallei Egyetemen szerzett diplomát, majd segédként több egyetemen is megfordult. 1887-ben került a Dorpati Egyetemre.
1890-ben a Leopoldina Német Természettudományos Akadémia felvette tagjai sorába.
1899-ben költözött Rostockba majd 1906-tól 1907-ig a Rostocki Egyetem 856. rektora volt.